# Boulet de Cassel
Boulet de Cassel est une marque commerciale apposée sur un fromage fermier de lait de vache fabriqué dans la commune de Oxelaëre dans le département du Nord en France. Cette marque est la propriété de Marie Christine Dubois.

## Origine
Cette marque et ce fromage existent depuis 1991. Le fromage est fabriqué par deux agricultrices de la commune d'Oxelaëre.

## Description

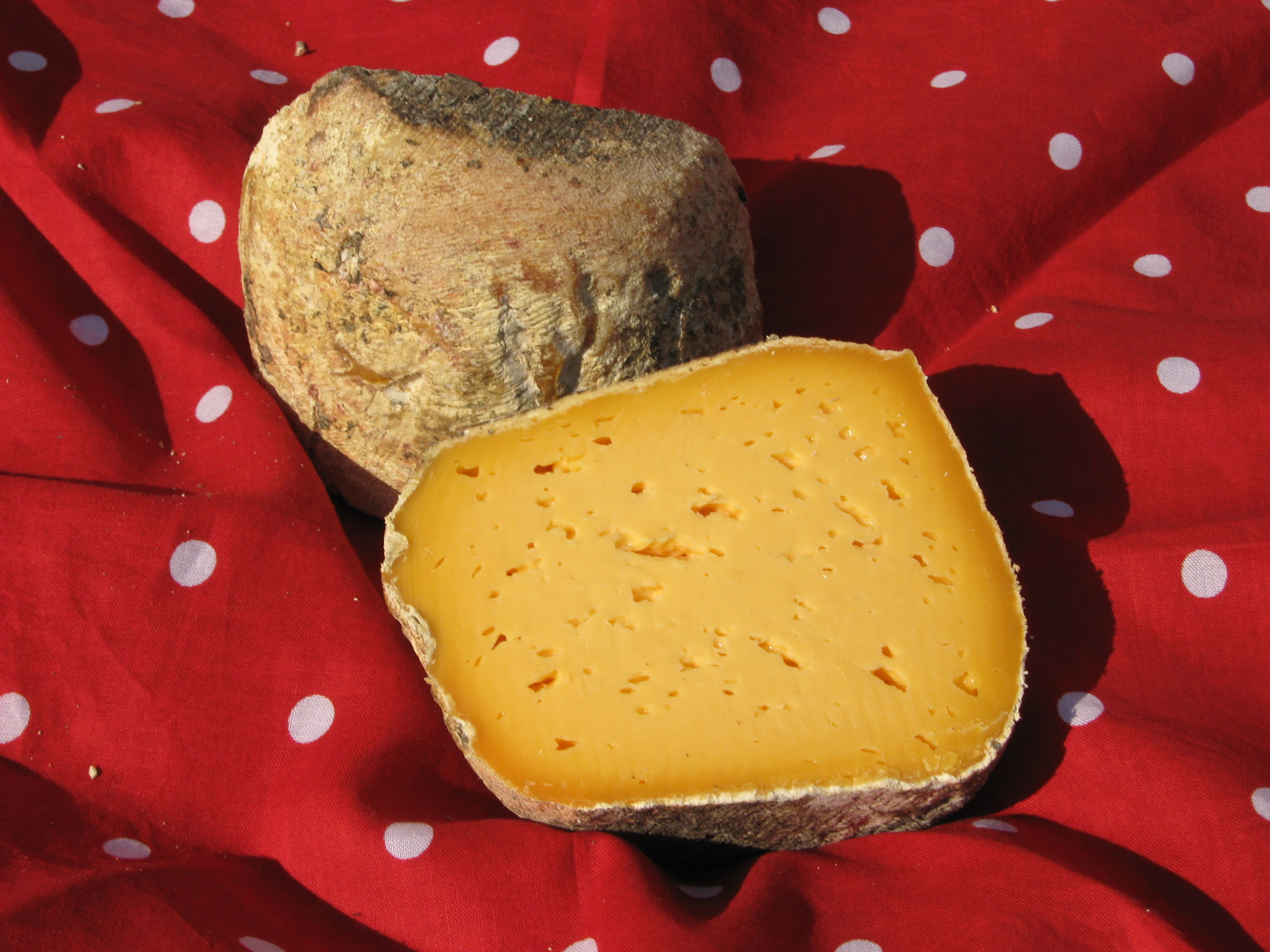
Boulet de Cassel

C'est un fromage au lait cru d’environ 500 g, de forme arrondie, à pâte teintée orange.

## Particularités
La coloration de la pâte est obtenue grâce à du roucou. 

## Fabrication
Ce fromage est fait à partir du lait cru produit par une troupe de vache rouge flamande. Le lait est transformé chaque jour et ne subit aucune réfrigération. La méthode d'obtention est comparable à celle de la mimolette. L'affinage à la cave est de 8 semaines avec 3 retournements par semaine.